# Sylvère Caffot
Sylvère Caffot (René Sylviano, * 10. Dezember 1903 in Mantes-la-Jolie; † 16. Oktober 1993 in Paris) war ein französischer Komponist.

## Leben
Der Sohn des Komponisten Jules Caffot studierte am Conservatoire de Paris und gewann 1929 mit der Kantate La Vierge guerrière den Zweiten Second Grand Prix de Rome. Bereits seit Anfang der 1920er Jahre komponierte er für das Varieté, u. a. das Chanson Il faut savoir demander ça gentiment, das von Jean Gabin interpretiert wurde.
Bekannt wurde Caffot als Komponist von mehr als einhundert Filmmusiken unter dem Namen René Sylviano. Darunter war die Musik zum ersten französischsprachigen Tonfilm Le Chanteur inconnu (1931) von Viktor Tourjansky, François Premier (1937) von Christian-Jaque (mit Fernandel), Le Vicomte de Bragelone (1954) von Fernando Cerchio (mit Georges Marchal), Le Chômeur de Clochemerle (1957) von Jean Boyer (mit Fernandel), Prisons de femmes (1958) und La Porteuse de pain (1963) von Maurice Cloche (mit Philippe Noiret und Jean Rochefort). Als Chansonkomponist schrieb er u. a. für Georges Guétary Si vous voulez savoir und La chanson de Venise und für Mistinguett Je suis née dans le faubourg St-Denis und Prenez mes mandarines.
Seit 1945 war Caffot Mitglied des Rates der SACEM, 1947 gehörte er zu den Juroren des Festival de Cannes.

## Filmografie (Auswahl)
- 1930: Zärtlichkeit
- 1931: Der Zug des Herzens (La ronde des heures)
- 1940: Narziss, der unfreiwillige Flieger (Narcisse)
- 1941: Ihr erstes Rendezvous (Premier rendez-vous)
- 1942: Annette und die blonde Dame (Annette et la dame blonde)
- 1943: Walzer in Weiß (La Valse blanche)
- 1945: Ich zahle nie! (Le roi des resquilleurs)
- 1946: Ich fand einen Engel (L'ange qu'on ma donné)
- 1946: Wenn der Himmel versagt (La tentation de Barbizon)
- 1946: Späte Rache (Roger la Honte)
- 1947: Casanova (Les aventures de Casanova)
- 1949: Letzte Liebe (Dernier amour)
- 1949: Das Geheimnis der fünf roten Tulpen (Cinq tulipes rouges)
- 1952: Wir brauchen einen Mann (Le Désir et l’Amour)
- 1954: Mord auf dem Dachgarten (Bonnes à tuer)
- 1954: Der Graf und die drei Musketiere (Le Vicomte de Bragelonne)
- 1955: Ihr erstes Rendezvous
- 1956: Gejagte Unschuld (La foire aux femmes)
- 1956: Der Damenschreck (La terreur des dames)
- 1957: Der Faulpelz (Le Chômeur de Clochemerle)
- 1958: Frauengefängnis (Prison de femmes)
- 1959: Die Hölle der Jungfrauen (Bal de nuit)
- 1963: Unschuldig geächtet (La porteuse de pain)